# Conseil du Sceau
Das Conseil du Sceau (deutsch: Siegelrat), mit vollem Namen Conseil du Sceau des titres, war eine Institution des Kaiserreiches Frankreich.

## Funktion und Geschichte
Das Conseil du Sceau wurde am 1. März 1808 durch ein Dekret Napoléon Bonapartes ins Leben gerufen. Es setzte sich zusammen aus dem Fürst-Erzkanzler Jean-Jacques Régis de Cambacérès, drei Senatoren, zwei Angehörigen des Conseil d’État, einem Prokurator und einem Generalsekretär.
Hauptaufgabe des Conseils war die Beratung des Kaisers bei der Vergabe von Imperialen Adelstiteln und den mit ihnen unlösbar verbundenen Majoraten sowie die Oberaufsicht über die Führung und Weitergabe der Titel. Darüber hinaus oblag es dem Conseil, die Wappen französischer Städte zu bestimmen.
Mit der Restauration wurde das Conseil du Sceau am 15. Juli 1814 aufgehoben; seine Funktionen übernahmen im Verlaufe der folgenden Jahrzehnte wechselnde andere staatliche Einrichtungen.
Napoléon III. rief das Conseil du Sceau am 8. Januar 1859 per Dekret wieder ins Leben. Da keine Majorate mehr vergeben wurden, änderten sich die Aufgaben des neuen Conseils. Es war nunmehr dafür zuständig, den Kaiser bei der Stiftung, Bestätigung und Anerkennung von Titeln zu beraten, wobei die endgültige Entscheidung beim Monarchen lag. Außerdem war es verpflichtet, jeden bestehenden Titel auf Antrag jedes beliebigen französischen Bürgers auf seine Korrektheit hin zu überprüfen.
Nach dem Ende des Zweiten Kaiserreiches wurde das Conseil du Sceau am 10. Januar 1872 endgültig aufgehoben und seine verbliebenen Funktionen auf das Justizministerium übertragen, das sie bis heute wahrnimmt.